# Albero von Montreuil

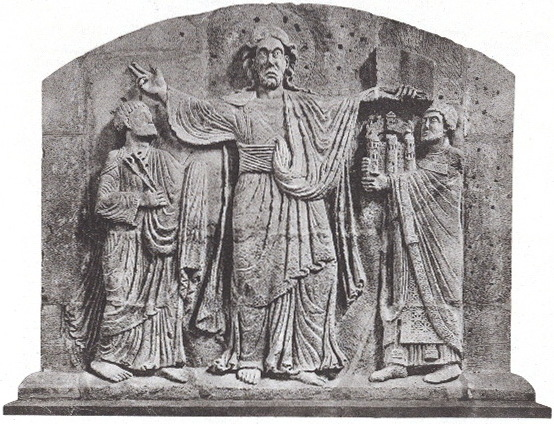
Albero von Montreuil

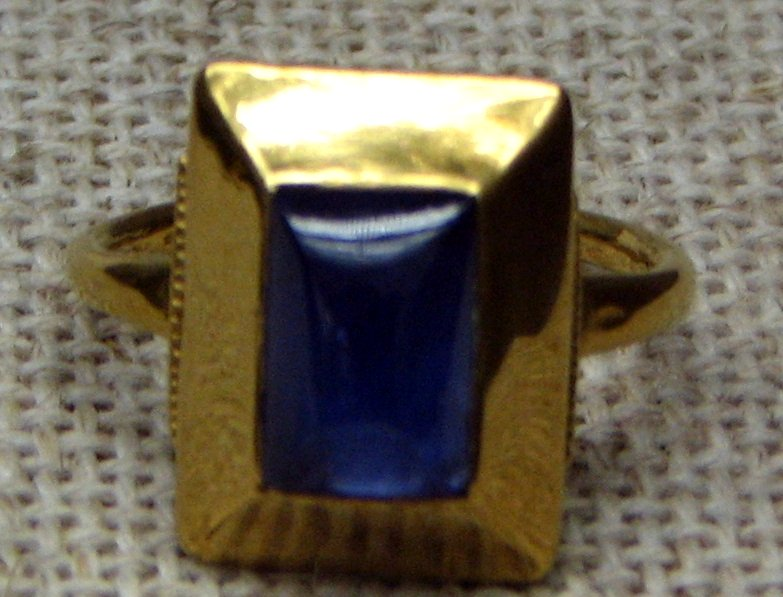
Bischofsring des Erzbischofs Albero von Montreuil

Albero von Munsterol (französisch Albéron de Montreuil; auch: Adalbero; * um 1080; † 18. Januar 1152 in Koblenz) war Erzbischof von Trier von 1132 bis 1152.

## Leben

### Herkunft
Albero entstammte der lothringischen Familie Thicourt-Montreuil. Die Eltern waren Gerhard von Thicourt-Montreuil und Adelheid von Dampierre. Er war Propst des Stiftes St. Arnual in Saarbrücken und in St. Gengoul in Toul sowie Primicerius in Metz. Außerdem amtierte er als Archidiakon von Metz, Toul und Verdun. Die Übernahme der Bischofsstühle in Magdeburg und Halberstadt lehnte er ab. Nach dem Tod des Trierer Erzbischofs Meginher wurde er zu dessen Nachfolger bestimmt. Zwischen dem 27. Februar und dem 7. März 1132 wurde er in Vienne zum Trierer Erzbischof geweiht.

### Wirkungsgeschichte
Albero von Montreuil wird zu den herausragenden Trierer Bischöfen des Mittelalters gezählt. Die Erinnerung an ihn sind der Aufbau einer effizienten Bistumsverwaltung, seine expansive Territorialpolitik und die seelsorgerischen Erneuerung des Kirchen- und Klosterwesens.
Während seines Pontifikats wurden Finanzen und Besitz der Kirche, die unter dem Investiturstreit gelitten hatte, wieder saniert; die bischöflichen Archive ließ er dazu nach vergessenen und verfremdeten Titeln durchsuchen, um Rechtsansprüche zu erneuern. Er vollendete die von Erzbischof Bruno begonnene Stadtmauer um Trier während seiner fast sechsjährigen Fehde (1141–1147) gegen den Grafen von Luxemburg um die Trierer Reichsabtei St. Maximin.
Albero erschien zweimal am Hof (im März 1135 in Bamberg und in Speyer zum Jahreswechsel 1135/36) des römisch-deutschen Kaisers Lothar. Er begleitete ihn auch auf seinem Italienzug und vertrat dabei die Interessen des Papstes Innozenz II. 1137 wurde er zum päpstlichen Legaten in Deutschland ernannt. In den jahrelangen Konflikten über die Nachfolge des im Jahre 1125 kinderlos verstorbenen salischen Herrschers Heinrichs V., gelang es Albero als Erzbischof von Trier nach dem Tod Lothars mit einer kleinen mächtigen Fürstengruppe in Koblenz 1138 den Staufer Konrad zum König zu wählen. Da der Mainzer Erzstuhl vakant und der Kölner Erzbischof noch nicht geweiht war, hatte Papst Innozenz II. Albero als Wahlleiter beauftragt. Damit wurden aber zugleich die Ansprüche Heinrichs des Stolzen, des mächtigsten Reichsfürsten, übergangen. Konrad konnte jedoch sehr schnell Zustimmung für seine Königsherrschaft auch von den in Koblenz nicht beteiligten Fürsten erhalten.
Als Konrads Parteigänger hatte er zum König gute Beziehungen. Konrad brachte ihm höchste Wertschätzung entgegen und nannte ihn „das Mark und die Seele des Reiches“ (eum regni videbat robur et mentem existere). Es ist jedoch nicht erkennbar, dass er im Rat des Königs eine führende Rolle spielte. Bald nach seinem Amtsantritt wollte er die vor Trier gelegene Reichsabtei St. Maximin unter seine Kontrolle bekommen und die dort ansässigen Benediktiner reformieren. 1139 wurde ihm von Konrad III. das Kloster übertragen. Die Übertragung dürfte als Dank für seine Unterstützung Konrads bei der Wahl von 1138 erfolgt sein. Die Prämonstratenser, Zisterzienser und Augustiner-Chorherren wurden von ihm besonders gefördert. Das Kloster Himmerod ist seine Gründung. Albero verfügte über großes Ansehen im Reich. Er war mit Norbert von Xanten und dem Zisterzienser Bernhard von Clairvaux befreundet. Im Winter 1147/48 besuchte ihn Papst Eugen III. für drei Monate in Trier. Dabei wurde die Kirche St. Eucharius geweiht. Für Stephan von Bar, der am Zweiten Kreuzzug teilnahm, verwaltete er das Bistum Metz. Zum Domscholaster berief er Balderich, der seine Biografie verfasste.
Die Quellenlage zum Trierer Erzbischof ist ausgesprochen günstig, da er zwei zeitgenössische Lebensbeschreibungen erhielt. Die anonym überlieferten Gesta metrica schildern Alberos Wirken vom Beginn seines Pontifikats bis zum Jahr 1145. Die von Balderich verfasste Vita ist von größerer Bedeutung, da sie größtenteils ohne hagiographische Topoi auskommt und teilweise individuelle Züge trägt.